# Pont de l'Àngel Custodi
El pont de l'Àngel Custodi és un pont de la ciutat de València que creua l'antic llit del riu Túria i connecta l'avinguda de Peris i Valero amb el carrer d'Eduard Boscà, unint així l'antic camí de Trànsits.
Va ser construït entre 1941 i 1948, obra de l'enginyer municipal Arturo Piera. Va ser construït en formigó armat, amb sis trams rectes, centrals i dos extrems sobre voltes de mig punt peraltat. L'entroncament amb les muralletes del riu està resolt a banda i banda amb xicotetes glorietes rectangulars. Posteriorment se li col·locaren fanals de ferro colat d'estil parisenc del segle xix.
Té una longitud de 150 metres i una amplària de 31,60 metres després de l'última ampliació realitzada en 1967 (fins llavors en tenia 14 metres d'amplària). Disposa de dos sentits de direcció amb quatre carrils cadascun.